# 高知電視台
高知電視台（日语：／ Terebi Kōchi */?），簡稱KUTV（Kochi UHF TeleVision），是日本的一家以高知縣為播出地區的電視台。為TBS電視台系聯播網JNN的成員。呼號為JORI-DTV。開播于1970年4月1日。

## 外部連結
- KUTV高知電視台 （页面存档备份，存于）
- KUTV高知電視台的X（前Twitter）
- 高知電視台的Facebook專頁
- 高知電視台的Instagram帳戶
- YouTube上的KUTV高知電視台頻道

33°33′55.9″N 133°33′0.9″E / 33.565528°N 133.550250°E